# Giacomo Cavalieri
Giacomo Cavalieri (Roma, 1566 - Tivoli, 28 de janeiro de 1629) foi um cardeal do século XVII.

## Biografia
Nasceu em Roma em 1566. De uma família antiga e nobre. Filho de Giacomo Cavalieri e Diana Santori, parente das famílias Borghese e Paluzzi Albertoni. Seu primeiro nome também está listado como Jacopo; e seu sobrenome como de Cavalerijs e de Cavaliero.
Estudou direito.
(Nenhuma informação encontrada). Referendário do Tribunal da Assinatura Apostólica. Governador de Faenza, 13 de fevereiro de 1592. Governador de Città di Castello, 4 de março de 1593. Auditor das causas do Palácio Sagrado, 6 de outubro de 1606. Auditor da Sagrada Rota Romana, 26 de março de 1607. Datário de Sua Santidade, 15 de setembro de 1623.
Criado cardeal sacerdote no consistório de 19 de janeiro de 1626; recebeu o chapéu vermelho e o título de S. Eusébio, em 9 de fevereiro de 1626.
Morreu em Tivoli em 28 de janeiro de 1629, onde se recuperava de uma longa e grave doença. Seu corpo foi transferido para Roma por seu irmão; e sepultado na capela de S. Gregorio, na igreja de S. Maria in Aracoeli, Roma.